# Harvard Business Review
«Harvard Business Review» (Гарвардский бизнес-обзор) — ежемесячный научно-популярный журнал, посвящённый различным вопросам управления бизнесом. Издаётся с 1922 года Гарвардской школой бизнеса (с 1993 года — через издательство бизнес-школы «Harvard Business School Publishing»).
С 2004 года по 2022 год выходил также на русском языке.

## Известные авторы
Среди авторов журнала известные «гуру менеджмента» — Клейтон Кристенсен, Питер Друкер, Майкл Портер, Гэри Хэмел, К. К. Прахалад, Роберт Каплан и др.

## Главные редакторы
- Ади Игнейшес (по состоянию на 2020 год)